# Горни Милановац
Горни Милановац (на сръбски: Горњи Милановац), бивш Деспотовац, е град в Сърбия, Моравишки окръг, административен център на община Горни Милановац.
Намира се в часова зона UTC+1. Пощенският му код е 32300, телефонният му код – 032, МПС кодът – GM.

## География
Горни Милановац се намира между планините Рудник на север и Вуян на юг. Разположен е в котловината на река Деспотовац, която извира в Рудник и тече на юг.
Населението на града е 24 216 души според преброяването през 2011 г. срещу 23 982 жители (2002). В града живеят 3 българи или 0,01% от населението през 2002 г.

## История
Градът е основан през 1853 г. като Деспотовац по наименованието на реката, протичаща през града. Става център на едноименната новосъздадена (1853) община Деспотовац.
С указ от 1859 г. на княз Милош Обренович той е преименуван в памет на неговия полубрат (по майчина линия) войводата Милан Обренович (1767-1810), участвал и загинал в Първото сръбско въстание. За да се различава от град Милановац (бивш Пореч) край р. Дунав, към новото му име е добавено „Горни“, а на другия – „Долни“. Така той става Горни Милановац, а крайдунавският град – Долни Милановац.

## Личности
Родени в града
- Чудомир Павлов, български архитект[3]